# Guerre agraire (Irlande)
La guerre agraire (en irlandais : Cogadh na Talún) dans l’histoire irlandaise a été une période d’agitation agraire dans les régions rurales du pays dans les années 1870, 1880 et 1890. L’agitation était dirigée par la Ligue nationale irlandaise et visait à améliorer la situation des paysans et, à terme, à une redistribution des terres aux exploitants par les propriétaires. Bien qu'il y ait eu beaucoup d'incidents violents et quelques morts, ce n'était pas réellement une guerre, mais plutôt une période prolongée de troubles civils.
La fin du XIXe siècle a été témoin d'une réforme agraire majeure, menée par la Ligue de la terre de Michael Davitt, exigeant ce que l'on nomme les 3 F : loyers équitables, vente libre et fixité de la durée d'occupation (fair rent, free sale, and fixity of tenure en anglais). Le Parlement britannique a adopté des lois en 1870, 1881, 1903 et 1909 qui permettaient à la plupart des métayers d'acheter leurs terres et réduisaient les loyers des autres. À partir de 1870 et à la suite des agitations de la guerre agraire et du Plan of Campaign des années 1880, divers gouvernements britanniques introduisirent une série de lois, les Irish Land Acts . William O'Brien a joué un rôle de premier plan lors de la conférence agraire de 1902 pour ouvrir la voie à la législation sociale la plus avancée d'Irlande depuis l'Acte d'Union, à savoir le Wyndham Land Purchase Act de 1903. Cette loi fixait les conditions de division de grandes propriétés. Cela mit fin à l'ère des propriétaires absents.

## Contexte
En février 1870, la Conférence agraire, adopta des résolutions condamnant les "expulsions capricieuses" et exigeant:  
- installation permanente du résident sur le sol
- expulsion uniquement en cas de non paiement du loyer
- droit de vente des intérêts par le locataire
- la mise en place de tribunaux fonciers locaux et évaluation du loyer[2].

À ce stade, la plupart des métayers irlandais situés en dehors de l'Ulster avaient peu de droits. La Coutume d'Ulster était une pratique commerciale extrajudiciaire informelle conçue pour attirer des locataires plus riches. Les fermiers propriétaires n'ont alors pas le droit de recevoir un bail écrit; à la fin d'un contrat de location (généralement de 12 mois), les locataires pouvaient être expulsés. Une fois expulsés, ils ne pouvaient réclamer aucune indemnisation pour les améliorations apportées à leur ferme, ce qui n’était pas le cas en Grande-Bretagne ou en Ulster. S'ils avaient un bail, ils ne pouvaient pas vendre avant terme.
Plus tard en 1870, le livre de James Godkin La guerre agraire en Irlande fut publié. Il décrivait la nature des griefs des locataires et donnait le nom du conflit qui s'ensuivit.

## Irish Land Act de 1870
En février 1870, le Premier ministre William Ewart Gladstone présenta l'Act to amend the Law relating to the Occupation and Ownership of Land in Ireland. Cette loi avait été rapidement adoptée en août, réformant certains aspects contractuels inéquitables dans lesquels la location de terre était économiquement viable. Gladstone a constaté que les métayers irlandais et anglais avaient des droits différents; le but était de les égaliser.
Les réformes de 1870 sont devenues moins pertinentes dans le contexte économique de plus en plus défavorable de la décennie suivante. Les prix des produits agricoles et les revenus avaient été élevés dans les années 1850 et 1860, amenant les métayers irlandais à accepter de payer des loyers plus élevés. Cela a été suivi par des années de prix bas, de mauvaises conditions météorologiques et de mauvaises récoltes après 1874 dans toute l'Europe, connue aujourd'hui sous le nom de Grande Dépression. Du blé provenant de nouvelles zones de production, comme les États-Unis ou l'Ukraine, et de la viande réfrigérée en provenance d'Argentine et d'Australie ont été importés en Europe, maintenant des prix bas pour les producteurs. Beaucoup considèrent que l’étincelle qui a déclenché les événements en Irlande a été l’assassinat de l’impopulaire William Clements, 3e Comte du Leitrim, à Carrigart dans le Donegal, en avril 1878. Les trois assaillants sont restés impunis faute de preuves, aucun témoin n'ayant voulu témoigner contre eux.
En outre, la durée de la plupart des locations de terres irlandaises était passée de 31 ans au XVIIIe siècle à des locations annuelles ou de 11 mois après 1850. Les locataires anglais pouvaient également réclamer la valeur des améliorations et des engrais lorsqu'un bail venait à être renouvelé; cela s'appliquait parfois en Ulster mais pas dans le Connacht, le creuset de la guerre agraire.
La Grande Dépression a entraîné des actes de violence, des bouleversements généraux et de nombreuses expulsions lorsque les métayers irlandais ne pouvaient ou ne voulaient pas payer leurs loyers et avaient recours à une grève des loyers . Ce fut le cas en particulier dans le Connacht, où les terres sont plus pauvres, les paysans également et la Royal Irish Constabulary moins nombreuse. Le 20 avril 1879, près de Claremorris, dans le comté de Mayo, s'est tenue la première réunion géante (un immense rassemblement) de métayers. Cela a été suivi par la famine de 1879 localisée, mais inquiétante, qui s’est produite principalement dans le Connacht.

## La Land League, 1879
La Land League a été fondée en 1879 par Michael Davitt, un ancien membre de la Fraternité républicaine irlandaise. Initialement, il avait demandé des réformes incluant les " Trois F ": loyers équitables, droit au bail et vente libre, qui avaient été concédées puis promulguées par le gouvernement britannique entre 1870 et 1881. Sous la présidence de Charles Stewart Parnell, chef du nationalisme irlandais dominant et du parti parlementaire irlandais, figuraient d'autres agitateurs et activistes agraires, William O'Brien, John Dillon, Timothy Healy et Willie Redmond. À la suite de la parution d'un manifeste appelant à ne plus payer les loyers, (le No Rent Manifesto) de Parnell et d'O'Brien d'octobre 1881, les loyers ont été intégralement versés aux organisateurs de la Ligue ou au clergé local, qui ont alors tenté de négocier une réduction des loyers avec les propriétaires. Bien que les loyers aient été réduits judiciairement de 1881 à 1882 par la nouvelle commission foncière, de nouvelles réductions ont été demandées. Les ouvriers agricoles sous-locataires de métayers devaient toujours payer leurs loyers au tarif plein.
La vision traditionnelle de la guerre agraire en Irlande est basée sur le déplacement d'une classe d'ascendance protestante et de propriétaires souvent absents. La population était en déclin depuis la Grande Famine de la fin des années 1840 et le problème était que les loyers convenus auparavant ne pouvaient être payés après la chute des prix des productions agricoles de 1874 ; certains propriétaires ont octroyé des réductions de loyer, tandis que d'autres ont respecté les accords précédents et appliqué leurs droits de propriétaire.
Une étude menée auprès des 4 000 plus grands propriétaires irlandais en 1872 révéla que 29 % vivaient en dehors de l'Irlande. À ce moment-là, 43 % des propriétaires étaient catholiques, même si les propriétaires les plus riches étaient pour la plupart anglicans.
Les grèves de loyers ont souvent entraîné des expulsions. Les membres de la Ligue de la Terre ont résisté aux expulsions en masse pendant la guerre agraire, ce qui a entraîné des exécutions par la Police royale irlandaise. Les meurtres de certains propriétaires, de leurs agents et de policiers, ont tous été commis en représailles à des expulsions. En réaction, l'armée britannique a souvent été déployée pour renforcer la police, rétablir l'ordre public et appliquer les expulsions après l'adoption des Coercion Acts. Pour les locataires qui protestaient, ces lois étaient une forme de loi martiale ; leurs opposants y voyaient le seul moyen de garantir leurs droits légaux.

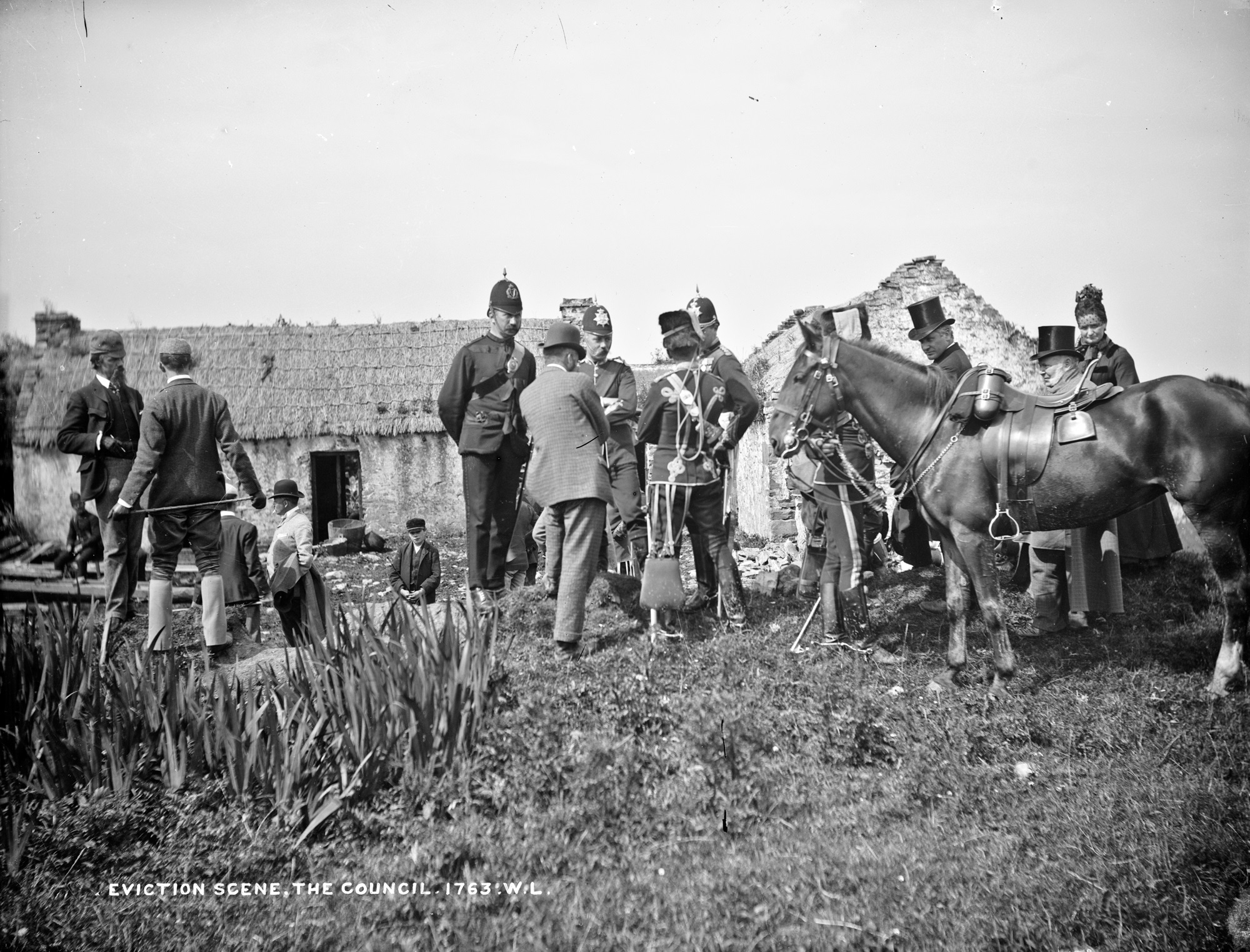
"Scène d'expulsion du conseil" sur le domaine de Vandeleur, comté de Clare, années 1880 ou 1890
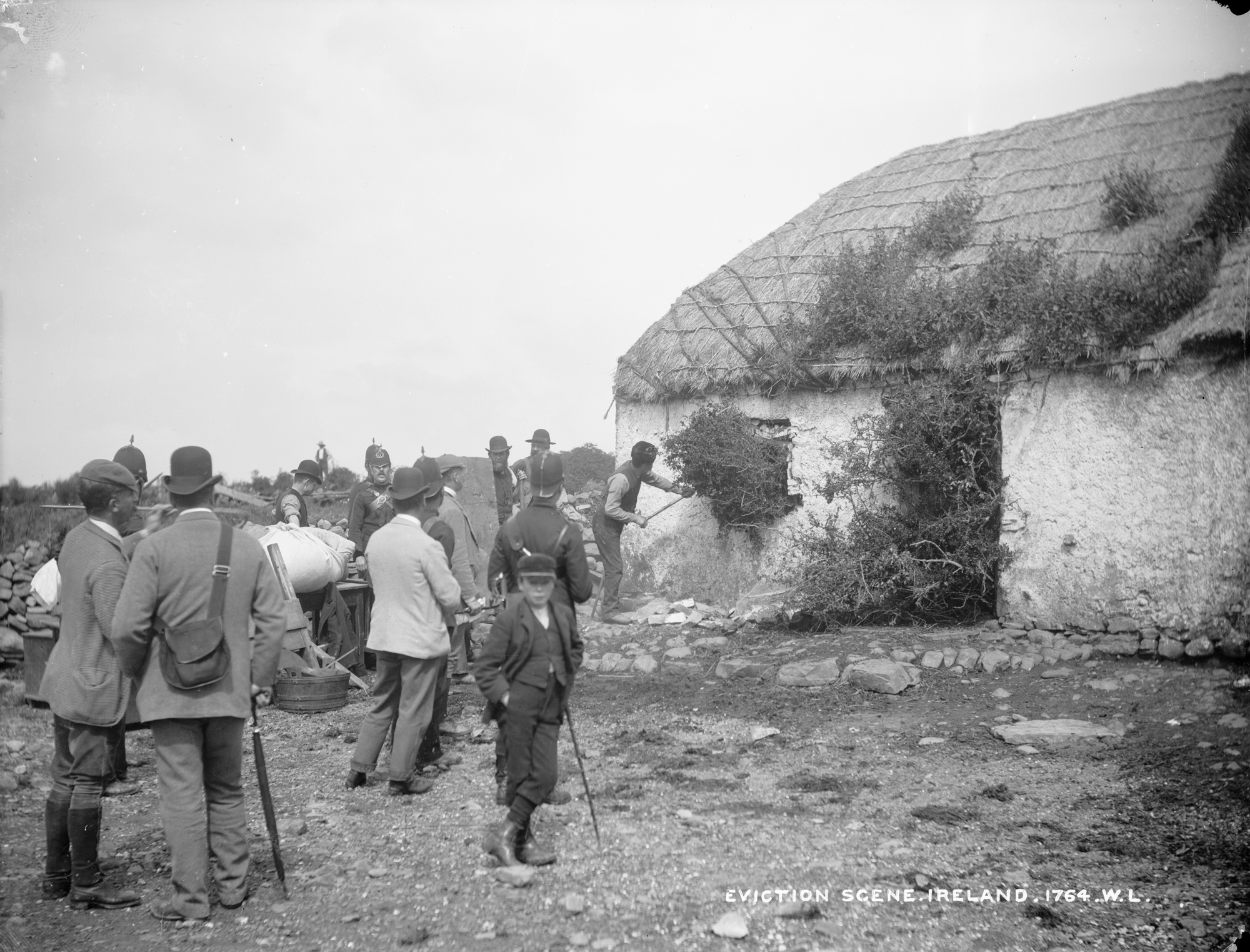
1888 Expulsion de Michael Connell, Moyasta, comté de Clare
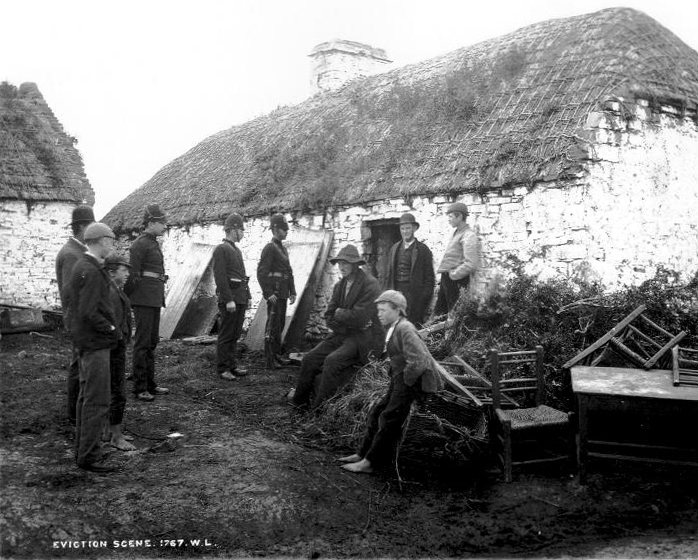
1888 "Expulsion". Michael Connell, Moyasta, comté de Clare, après son expulsion pendant la guerre agraire, en juillet 1888.
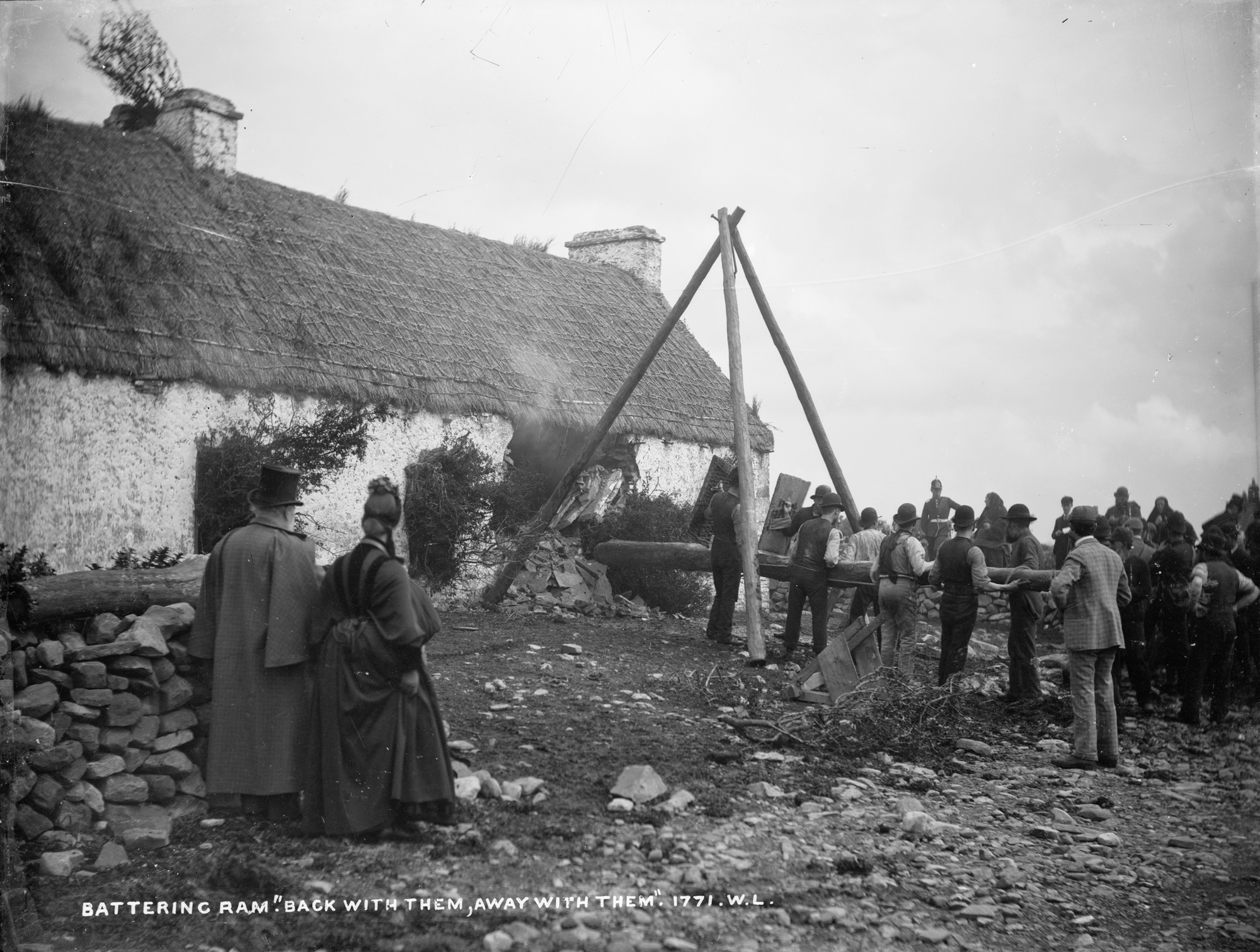
1871 "Battering Ram"
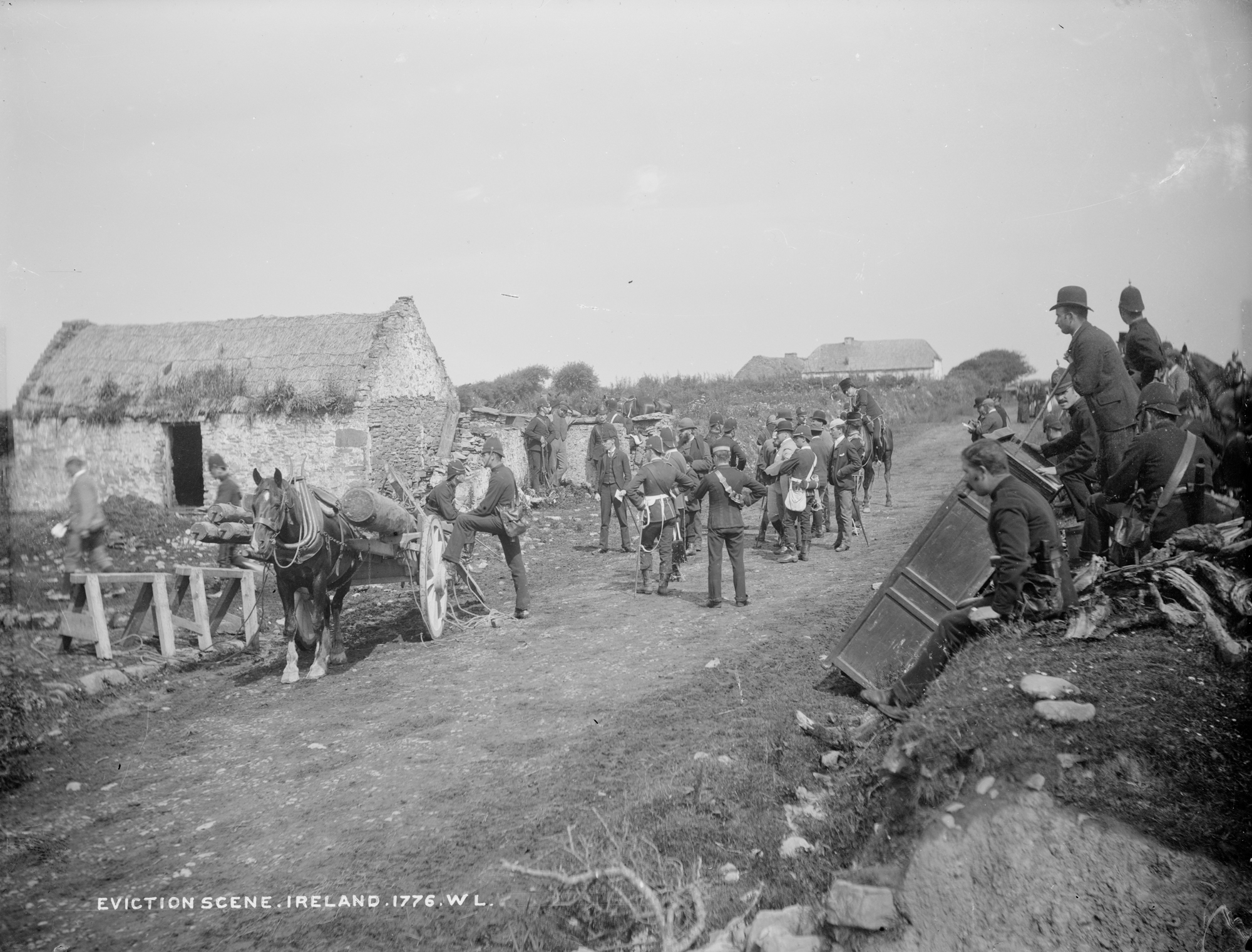
" Scène d'expulsion " entre 1886 et 1890

La méthode la plus efficace de la Land League était le boycott, qui tire son nom d'une campagne militante de 1880, lorsqu'un agent du propriétaire impopulaire, Charles Boycott, fut ostracisé par la communauté locale du sud du comté de Mayo. Le boycott a également été appliqué aux locataires qui voulaient payer leur loyer, à la police, ainsi qu'aux magasins et autres entreprises qui commerçaient avec des personnes boycottées. Les boycotts ont souvent été extrêmement efficaces, puisqu'ils étaient incontestablement légaux au regard de la common law, non violents et réellement punitifs. Il ne pouvait y avoir aucun recours juridique contre eux, puisque le droit de ne pas participer au commerce, à la socialisation ou à l’amitié est implicite au droit de s’y engager. Ceux qui ont rompu le boycott et leurs familles pouvaient toutefois s'attendre à être soumis à des sanctions sociales et informelles pour avoir rompu un boycott. Cela s'est avéré un recours extraordinairement efficace contre les mauvais traitements, permettant en théorie aux personnes maltraitées de remédier à leur situation uniquement par des moyens, non violents et licites.
Une minorité a également eu recours à la violence contre des gens ayant rompus le boycott et à des menaces pour assurer le respect de ses obligations. Le meurtre de Peter Dempsey en 1881 en est un exemple. Il était fermier près de Loughrea qui avait repris la ferme d'un locataire expulsé. Dempsey a été abattu alors qu'il accompagnait ses deux filles à la messe
Le boycott a été particulièrement efficace dans les communautés de l'Irlande rurale. L'ostracisme rendait très difficile l'acquisition de nourriture ; le non-respect d'un boycott et le départ d'une communauté étaient les options les plus difficiles.

## Violence parallèle
Au cours de la guerre agraire, de petits groupes nationalistes tels que les " Invincibles " ont assassiné deux politiciens de haut rang lors des meurtres commis au Phoenix Park en 1882, exacerbant ainsi les tensions. La même année, les meurtres d'huissiers de justice et de loyalistes à Lough Mask, Maamtrasna et Castleisland ont été largement diffusés. Une famille entière a été massacrée à Maamtrasna; dix hommes ont été reconnus coupables et trois pendus. Les nationalistes ont affirmé que des jurés pro-gouvernementaux avaient condamné et exécuté les mauvais hommes (y compris Maolra Seoighe, un irlandais monoglot pour lequel aucun interprète n'avait été mis à disposition), tandis que leurs détracteurs ont soutenu que les familles des victimes devaient obtenir réparation.

## Suppression de la Land League

Résultats de l'élection générale de 1880 en Irlande, qui a eu lieu au plus fort de la guerre agraire. Home Rule en vert, les conservateurs en bleu et les libéraux en jaune.

Après les élections générales d'avril 1880, Parnell pensa alors que le soutien à l'agitation rurale était un moyen d'atteindre l'autonomie gouvernementale pour le pays. Le Premier ministre Gladstone a tenté de résoudre le problème foncier avec le Second Land Act de 1881. La loi donnait plus de droits aux fermiers, appelés double propriété, mais n'éliminait pas les expulsions de locataires. Parnell et ses lieutenants du parti, William O'Brien, John Dillon, Michael Davitt et Willie Redmond sont entrés dans une offensive acharnée contre la loi et ont été emprisonnés en Octobre 1881 à la prison de Kilmainham, ainsi que d'autres membres éminents de la Ligue, via l'Irish Coercion Act. Enfin, le 20 octobre, le gouvernement décide d'interdire la Land League.
Une réel campagne de non versement des loyers était quasiment impossible à organiser et de nombreux locataires étaient plus intéressés par "une mise à l'épreuve de la loi foncière". Il semblait en outre que le Coercion Act, au lieu de diminuer la criminalité agraire, ne l’avait fait qu'augmenter. Bien que la Ligue ait découragé la violence, les crimes agraires ont augmenté. Au cours des dix mois qui ont précédé l'adoption de la loi foncière (mars-décembre 1880), le nombre d' "outrages" s'élevait à 2 379, mais au cours de la période correspondante de 1881, ce chiffre était de 3 821. Les chiffres à mars 1882, durant le séjour de Parnell en prison, ont montré une augmentation continue. 
En avril 1882, Parnell proposa de passer un accord avec le gouvernement. Le règlement, connu sous le nom de traité de Kilmainham, impliquait le retrait du No Rent Manifesto et un engagement à lutter contre la criminalité agraire. Le 2 mai, tous les internés ont été libérés de prison, Davitt, le 6 mai, jour des meurtres de Phoenix Park . La Land League étant toujours supprimée, Parnell la ressuscita en grande pompe en compagnie de Davitt le 17 octobre, proclamée en tant que nouvelle organisation du nom de Irish National League.

## Plan of Campaign de 1886
Précédé par les difficultés économiques dues aux sécheresses de 1884 et 1887, ainsi que par la dépression industrielle en Angleterre provoquant la contraction des marchés  le Plan of Campaign des années 1886-1891 était une version plus ciblée de l'agitation et des grèves des loyers. Organisé par des membres du Parti parlementaire irlandais (IPP) tels que Tim Healy, il copiait les méthodes de Davitt. Lord Clanricarde avait expulsé de nombreux locataires et était devenu une cible importante. Compte tenu de l'extension du droit de vote en 1884, le PIP devait gagner en crédibilité auprès du plus grand nombre de nouveaux électeurs, en choisissant le groupe irlandais le plus nombreux: l'électorat rural de revenu faible à moyen. La plupart des membres de l'IPP étaient catholiques et ont fait appel à la Papauté afin d'obtenir un soutien moral. De même que le gouvernement et le Vatican ont publié un Rescript papal suivi d'une encyclique " Saepe Nos " en 1888, condamnant les activités de la Ligue de la Terre, notamment le boycott. Le Saepe Nos a également prétendu prolonger et clarifier une décision antérieure de la Sacred Congregation for Propaganda .
En 1887, le Perpetual Crimes Act (loi sur les crimes perpétuels) a été adoptée pour traiter des infractions en lien avec la Campaign. Elle a été décrite de manière émouvante dans la presse nationaliste comme un nouvel Coercion Act.
Après les lois sur la réforme agraire de 1881 et 1885, de nombreux commentateurs de la presse conservatrice ont décrit le Plan of Campaign comme une méthode de vengeance opportuniste et cynique à la suite de la division du parti libéral et du rejet du premier projet de loi sur le Home Rule en juin 1886. Il a également été qualifié de cruel, car les nouvelles grèves de loyer se traduisaient inévitablement par davantage d'expulsions et de boycott, avec toutes les intimidations et violences associées. D'autres reporters ont estimé qu'il s'agissait d'une question de justice et d'une préoccupation constante de véritables libéraux.
La campagne a conduit à des événements tels que le massacre de Mitchelstown en 1887 et à l'emprisonnement de députés du PIP tels que William O'Brien pour leur implication. Les aspects violents de la campagne ont été abandonnés dans la perspective des débats sur le deuxième projet de loi sur l'autonomie gouvernementale irlandaise en 1893; le PIP était alors divisé entre la Fédération nationale irlandaise et la Ligue nationale irlandaise.

## The Ranch War, de 1906 à 1909
Laurence Ginnell dirige une série de collectes de bétail à Connacht et dans le comté de Westmeath, mais avec moins de violence que lors des mouvements précédents, dans le but de briser les grandes exploitations commerciales. Il estime que la loi de 1903 a profité aux locataires les plus riches des régions plus riches de l’est de l’Irlande, mais pas aux locataires les plus pauvres qui ont le plus besoin d’aide. Cela conduit à la promulgation de pouvoirs d'achat obligatoires à partir de 1909